# Clénet Coachworks

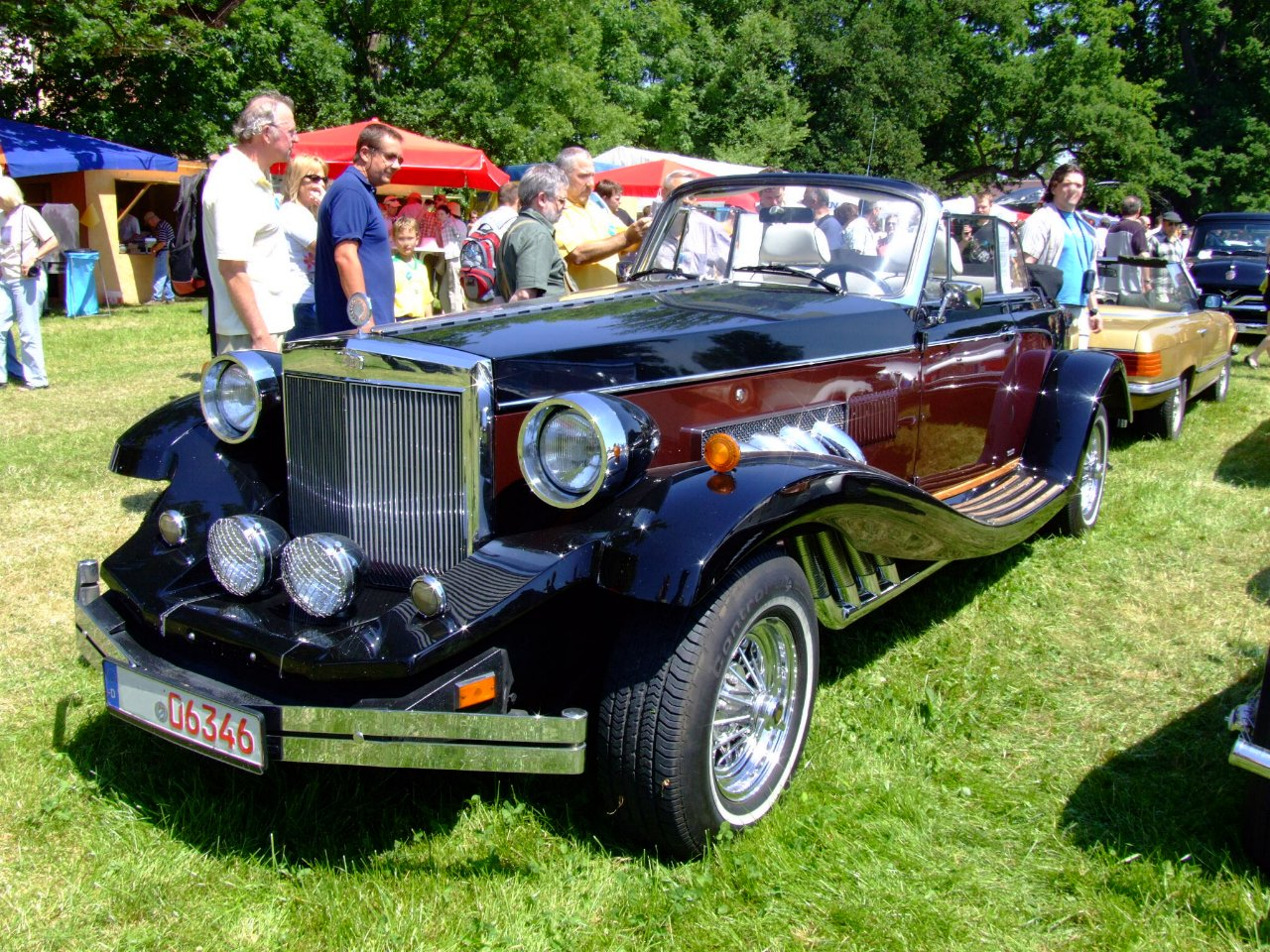
Clénet Series II

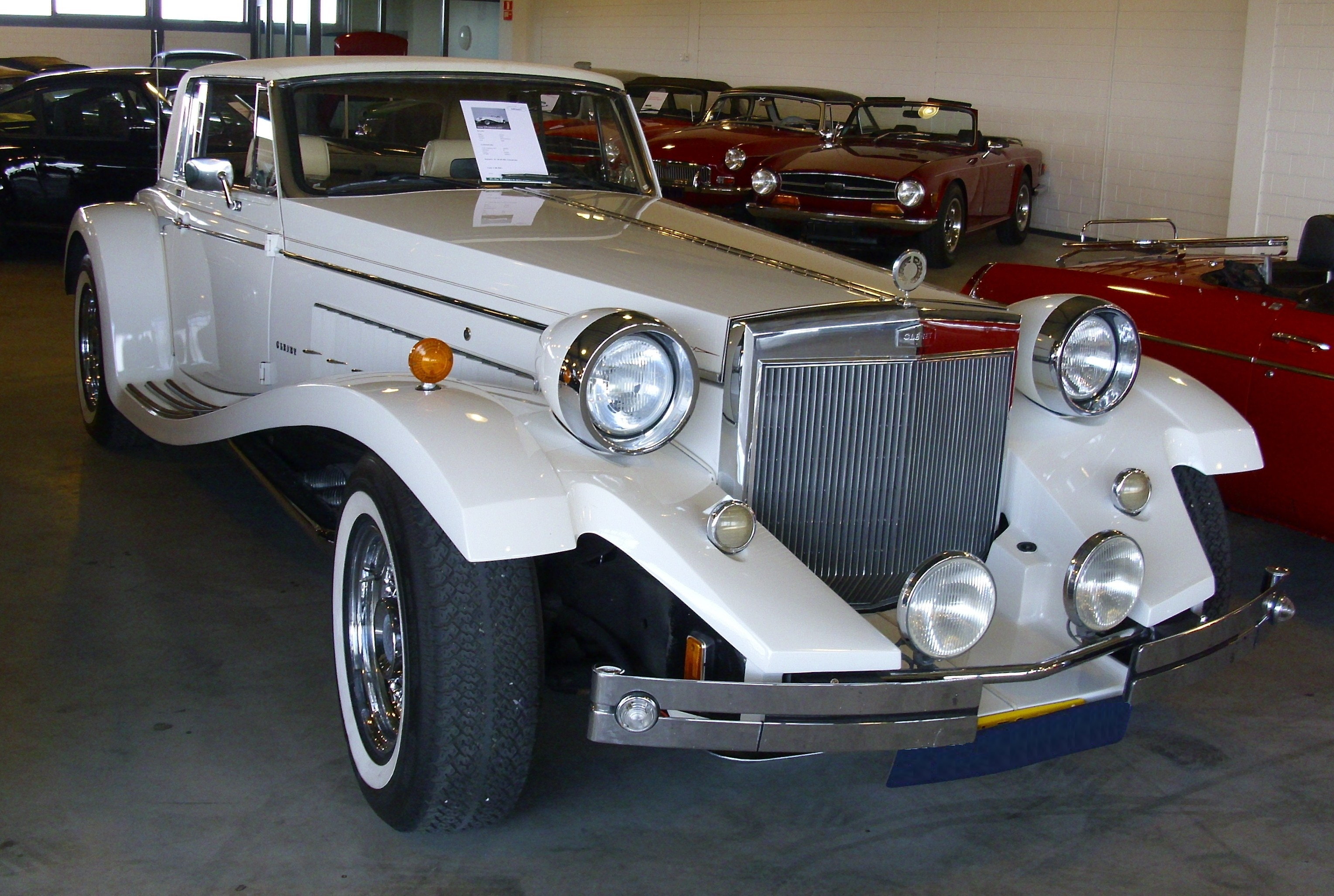
Clénet Series III Asha

Clénet Coachworks – amerykański producent neoklasycznych samochodów osobowych z siedzibą w Santa Barbara działający w latach 1975–1987.

## Historia
Przedsiębiorstwo Clénet Coachworks, nazywając je od swojego nazwiska, założył w 1975 roku w amerykańskim mieście Santa Barbara razem ze wspierającymi go inwestorami. Działając jako manufaktura ręcznie składająca swoje konstrukcje w kalifornijskich zakładach, utrzymując swoje samochody w awangardowej, neoklasycznej estetyce nawiązującej do trendów panujących z lat 30. XX wieku. Pierwszym samochodem marki Clénet był przedstawiony w 1976 roku kabriolet Series I, który wytwarzany był przez kolejne 3 lata w ściśle ograniczonej serii do łącznie 252 egzemplarzy. W 1979 roku przedstawiono następcę będącego rozwinięciem koncepcji dotychczasowego modelu, zyskując nazwę Series II.

### Dwie upadłości
Trzeci pojazd firmy Clénet zadebiutował w 1981 roku pod nazwą Series III Asha. Równocześnie, z początkiem lat 80. XX wieku, przedsiębiorstwo utraciło płynność finansową i ogłosiło bankructwo, jednak w 1982 roku pracujący dotychczas w firmie Alfred Di Mora odkupił prawa do produkcji i umożliwił dalsze funkcjonowanie z nowymi zakładami produkcyjnymi w kalifornijskim mieście Carpinteria. W ten sposób firma działała przez kolejne 5 lat, tym razem trwale kończąc swoją działalność w 1987 roku. Tuż przed upadłością firma planowała przedstawić nowy model będący reinterpretacją pierwszego Series I, nadając mu nazwę Series IV. Ostatecznie zbudowano jedynie 10 egzemplarzy neoklasycznego kabrioleta.

## Modele samochodów

### Historyczne
- Series I (1977–1979)
- Series II (1979–1987)
- Series III Asha (1981–1987)
- Series IV (1986–1987)